# Базальні покритонасінні
Базальні покритонасінні — це квіткові рослини, які відійшли від лінії, що веде до більшості квіткових рослин. Зокрема, найбільш базальні покритонасінні рослини були названі градою ANITA, що складається з Amborella (окремий вид чагарників з Нової Каледонії), Nymphaeales (латаття разом з деякими іншими водними рослинами) та Austrobaileyales (деревні ароматичні рослини, включаючи зірчастий аніс). ANITA означає Amborella, Nymphaeales, Illiciales, Trimeniaceae та Austrobaileya. Деякі автори скоротили це до класу ANA для трьох порядків, Amborellales, Nymphaeales та Austrobaileyales, оскільки порядок Iliciales був зведений до родини Illiciaceae та поміщений разом із родиною Trimeniaceae до Austrobaileyales. Базальні покритонасінні рослини налічують лише кілька сотень видів, у порівнянні з сотнями тисяч видів решти покритонасінних.

## Філогенетика
Точні відносини між Amborella, Nymphaeales і Austrobaileyales ще не ясні:

|  | Nymphaeales                                                          |
|  |                                                                      |
|  | \| \| Austrobaileyales \| \| \| \| \| \| Mesangiospermae \| \| \| \| |
|  |                                                                      |
|  | Austrobaileyales                                                     |
|  |                                                                      |
|  | Mesangiospermae                                                      |
|  |                                                                      |

|  | Austrobaileyales |
|  |                  |
|  | Mesangiospermae  |
|  |                  |

|  | Nymphaeales                                                          |
|  |                                                                      |
|  | \| \| Austrobaileyales \| \| \| \| \| \| Mesangiospermae \| \| \| \| |
|  |                                                                      |
|  | Austrobaileyales                                                     |
|  |                                                                      |
|  | Mesangiospermae                                                      |
|  |                                                                      |

|  | Austrobaileyales |
|  |                  |
|  | Mesangiospermae  |
|  |                  |

або
|  | Amborella   |
|  |             |
|  | Nymphaeales |
|  |             |

|  | Austrobaileyales |
|  |                  |
|  | Mesangiospermae  |
|  |                  |

|  | Amborella   |
|  |             |
|  | Nymphaeales |
|  |             |

|  | Austrobaileyales |
|  |                  |
|  | Mesangiospermae  |
|  |                  |

## Галерея

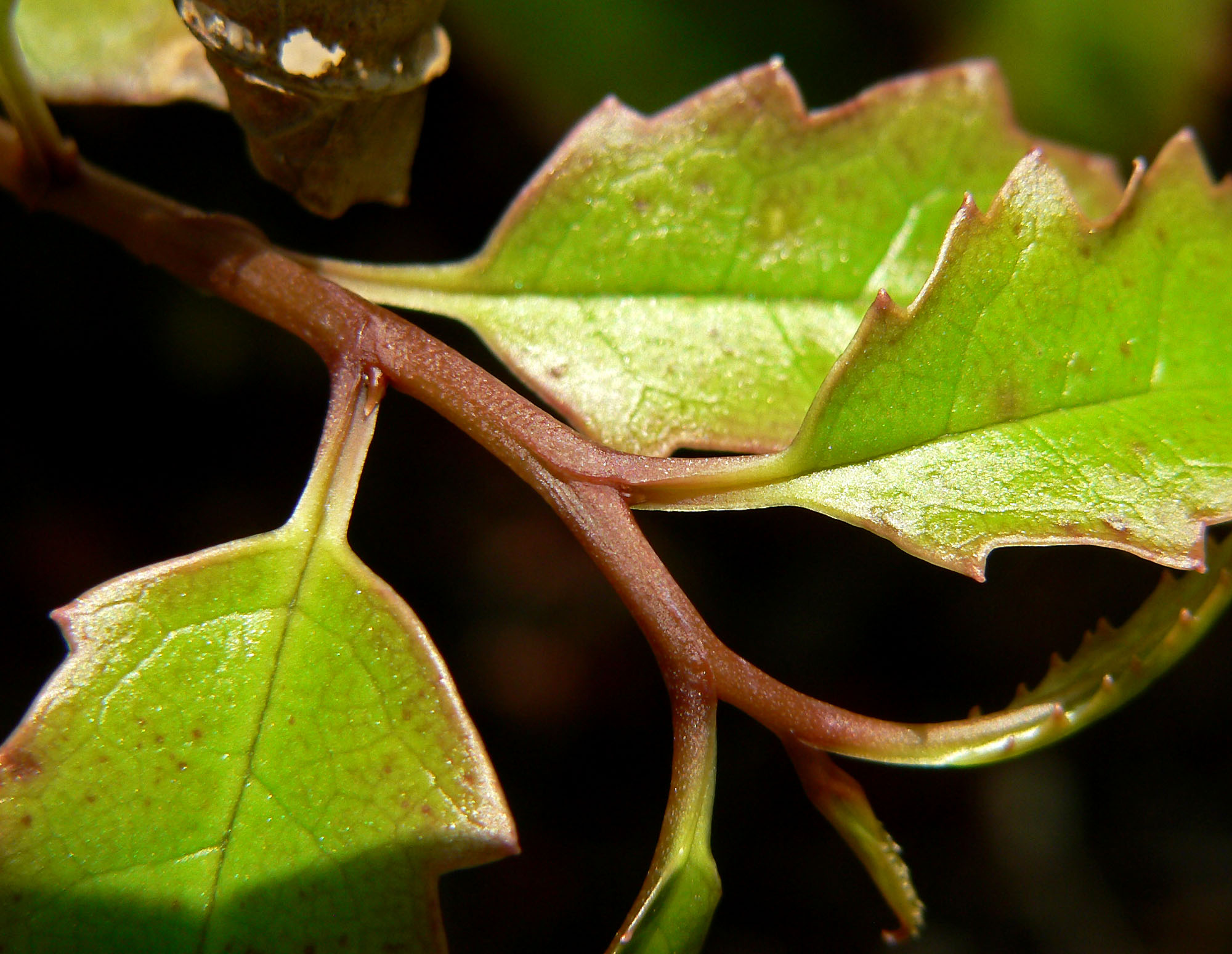
Amborella trichopoda з Amborellales
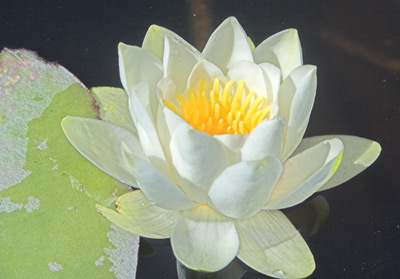
Nymphaea alba з Nymphaeales
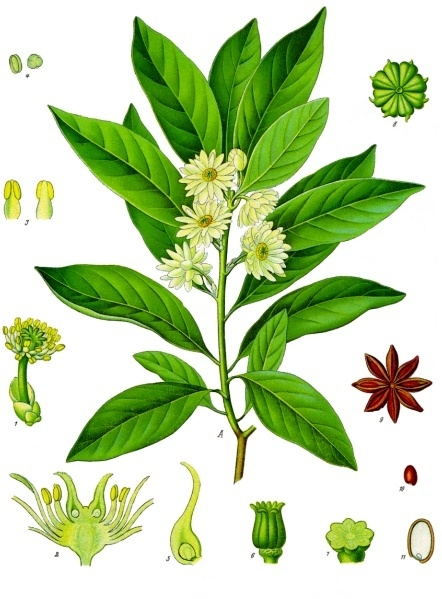
Illicium anisatum з Austrobaileyales